# Nothofagus glauca
Nothofagus glauca (Hualo) là một loài thực vật thuộc họ Nothofagaceae. Đây là loài đặc hữu của Chile. 
Cây này mọc ở khu vực có vĩ độ từ 34 đến 37° N. Cây có độ cao đến 30 mét và có đường kính cây 2 m.

## Hình ảnh

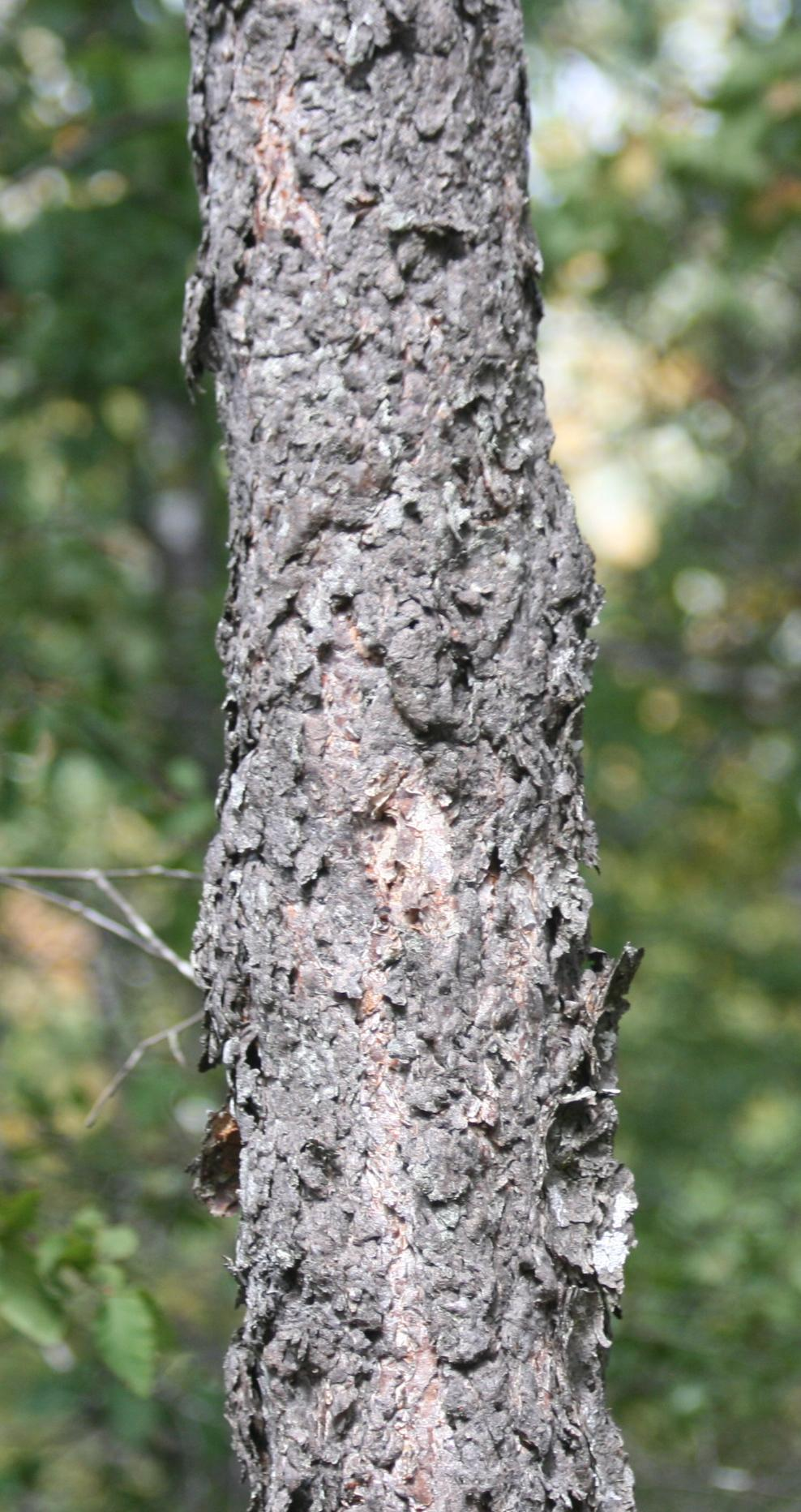